# Miasto (Hawierzów)
Miasto (czes. Město) – część miasta Hawierzowa w kraju morawsko-śląskim, w powiecie Karwina w Czechach. Jest to także gmina katastralna o nazwie Havířov-město (pl. Hawierzów-Miasto) i powierzchni 642,67 ha. W 2009 liczba mieszkańców wynosiła 34722 (gęstość zaludnienia 5400 os./km²), zaś w 2010 odnotowano 1522 adresy. 
Jest to najmłodsza a zarazem najludniejsza część miasta. W 1947 na terenie ówczesnej gminy Szumbark i we wschodniej części Szonowa zaczęło powstawać wielkie osiedle robotnicze. W następnych latach rozbudowa przesunęła się na południe, na obszar gminy Błędowice Dolne. Nowe miasto Hawierzów oficjalnie powstało 18 grudnia 1955 i rozłożone było na 3,44 km² wynikłych z połączenia 230 hektarów Błędowic Dolnych, 61 ha Szonowa i 53 ha Szumbarku. 31 grudnia 1955 liczyło 16640 mieszkańców, a gęstość zaludnienia wyniosła 4837,2 os./km². Miasto rozbudowywało się dalej i w marcu 1957 liczyło już 23 tysiące mieszkańców. W 1960 do miasta przyłączono resztę Szumbarku i Błędowic Dolnych oraz Żywocice, Suchą Średnią i Suchą Dolną. Odtąd obszar Miasta stanowiło śródmieście dla powiększonego Hawierzowa.
Na północnym skraju dzielnicy, przy granicy z Szumbarkiem znajduje się główny dworzec miasta.

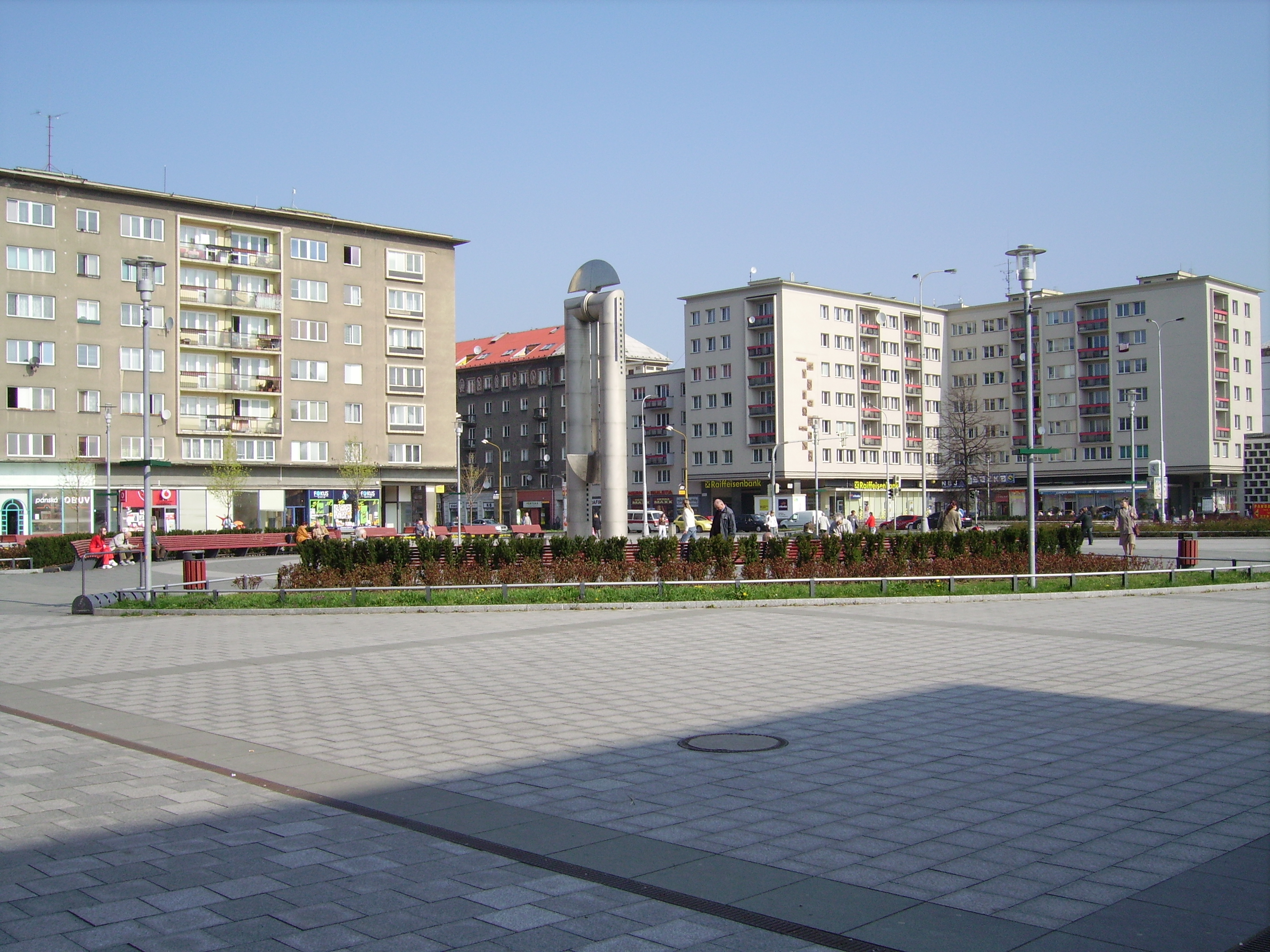
Rynek
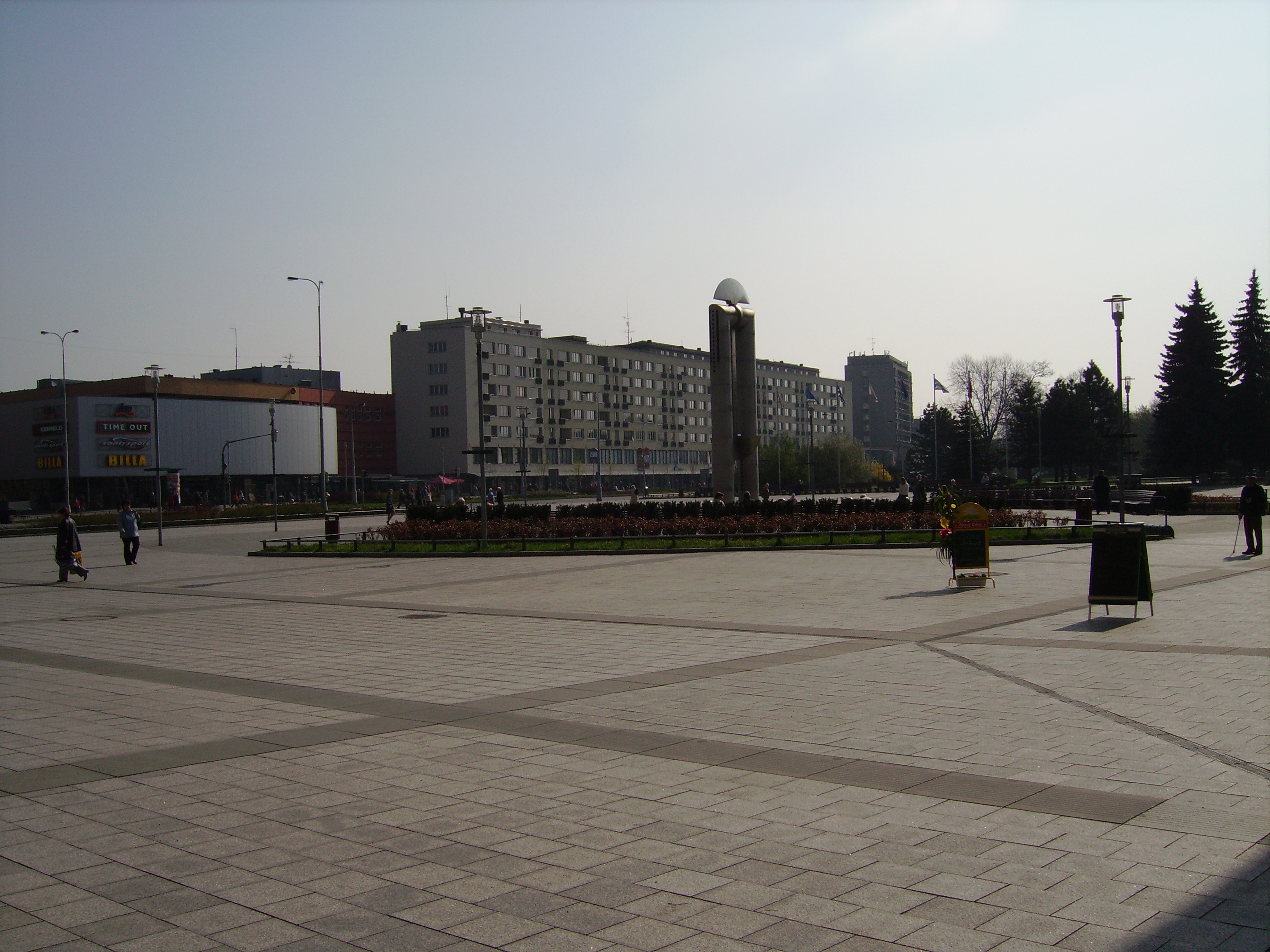
Rynek
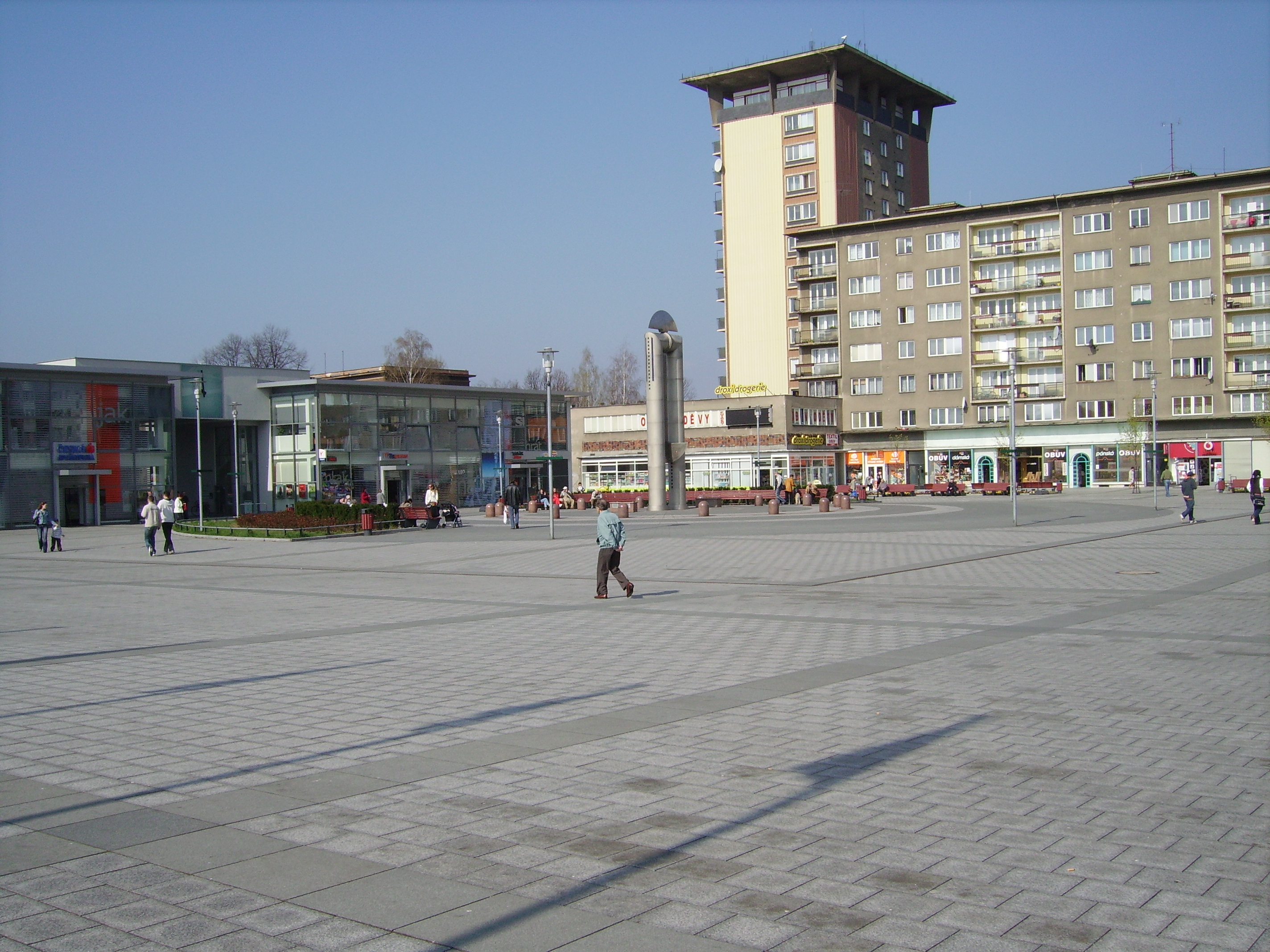
Rynek
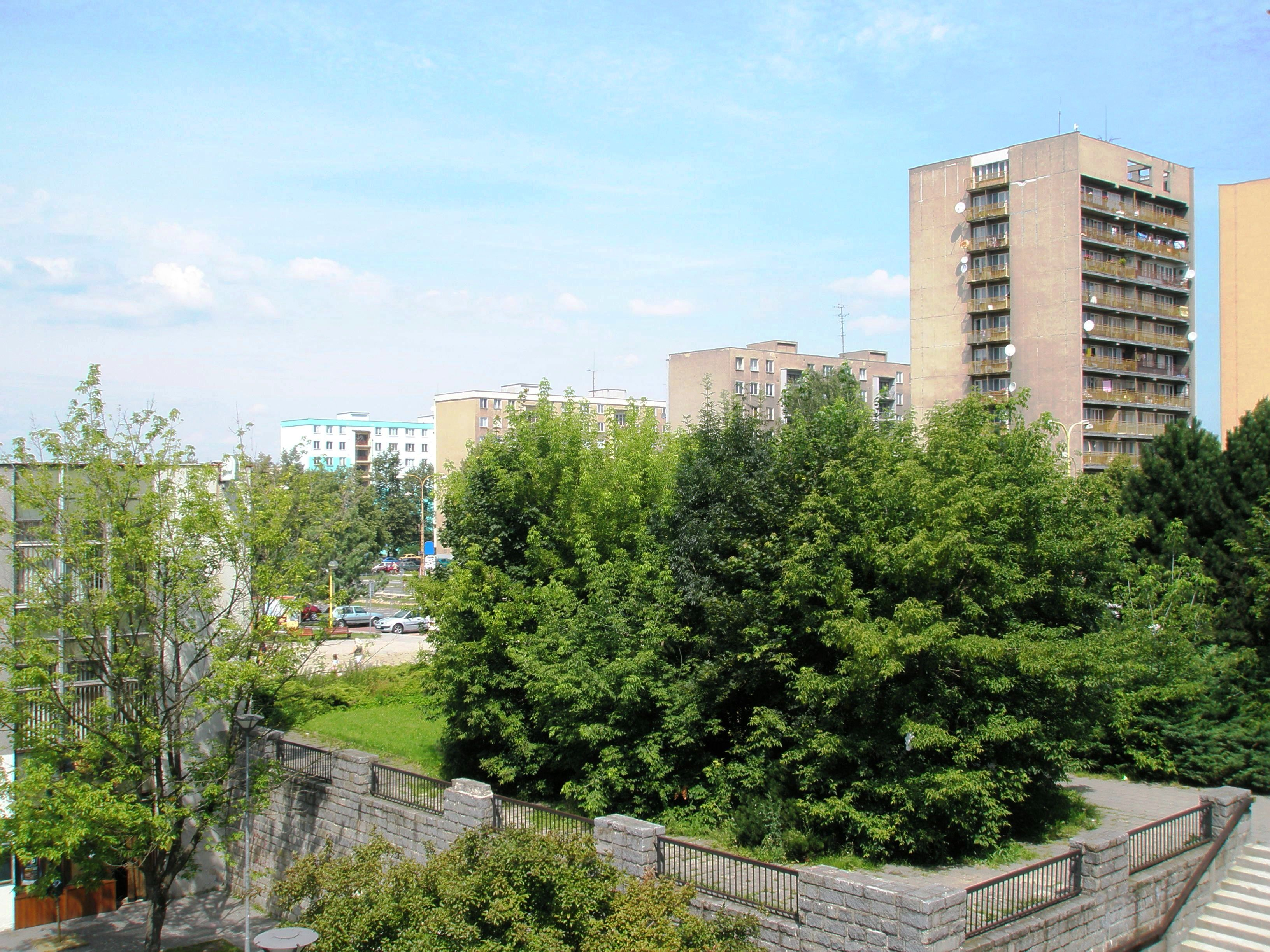
Aleja
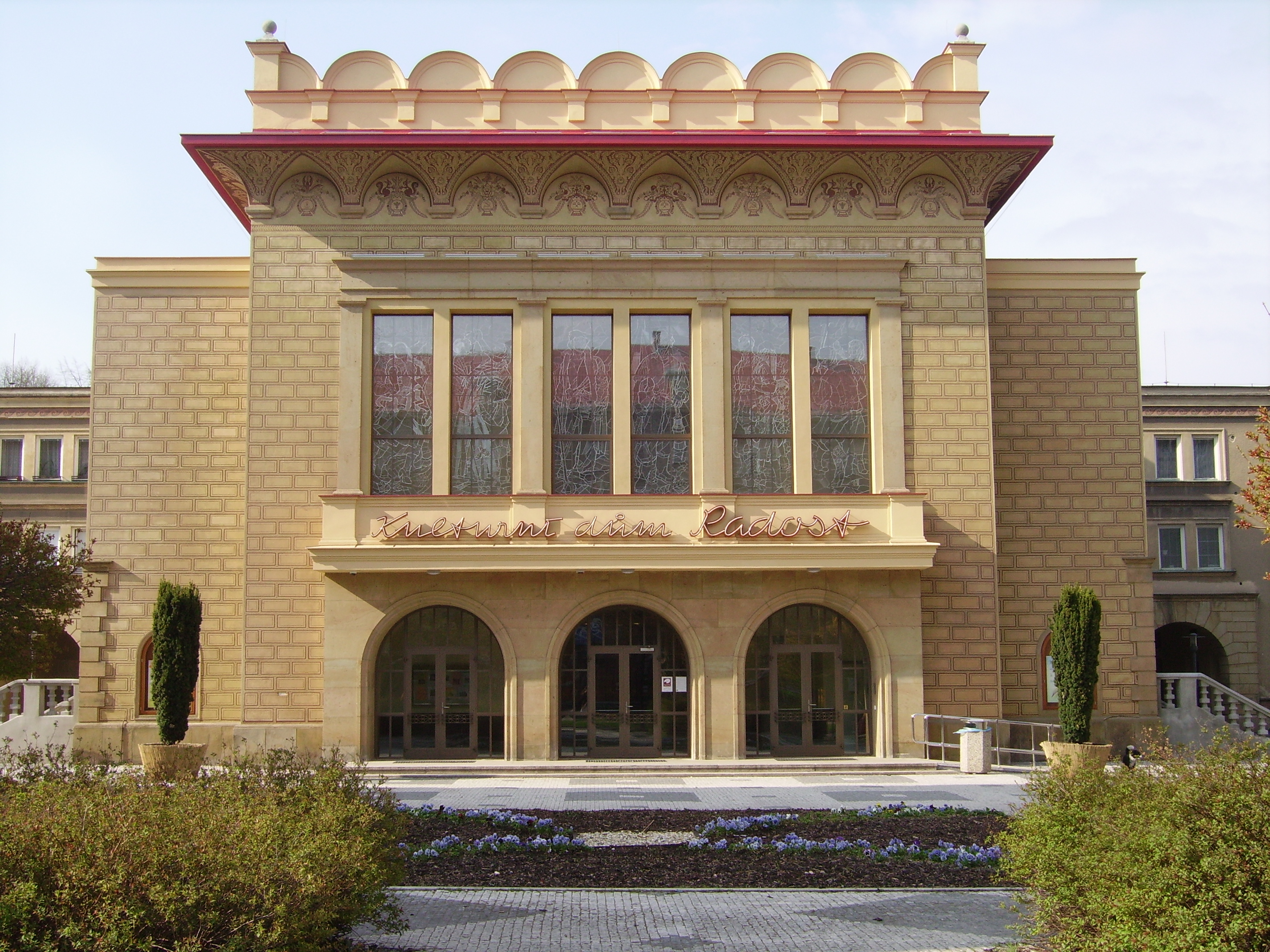
Dawne Kino Radost, obecnie Dom Kultury
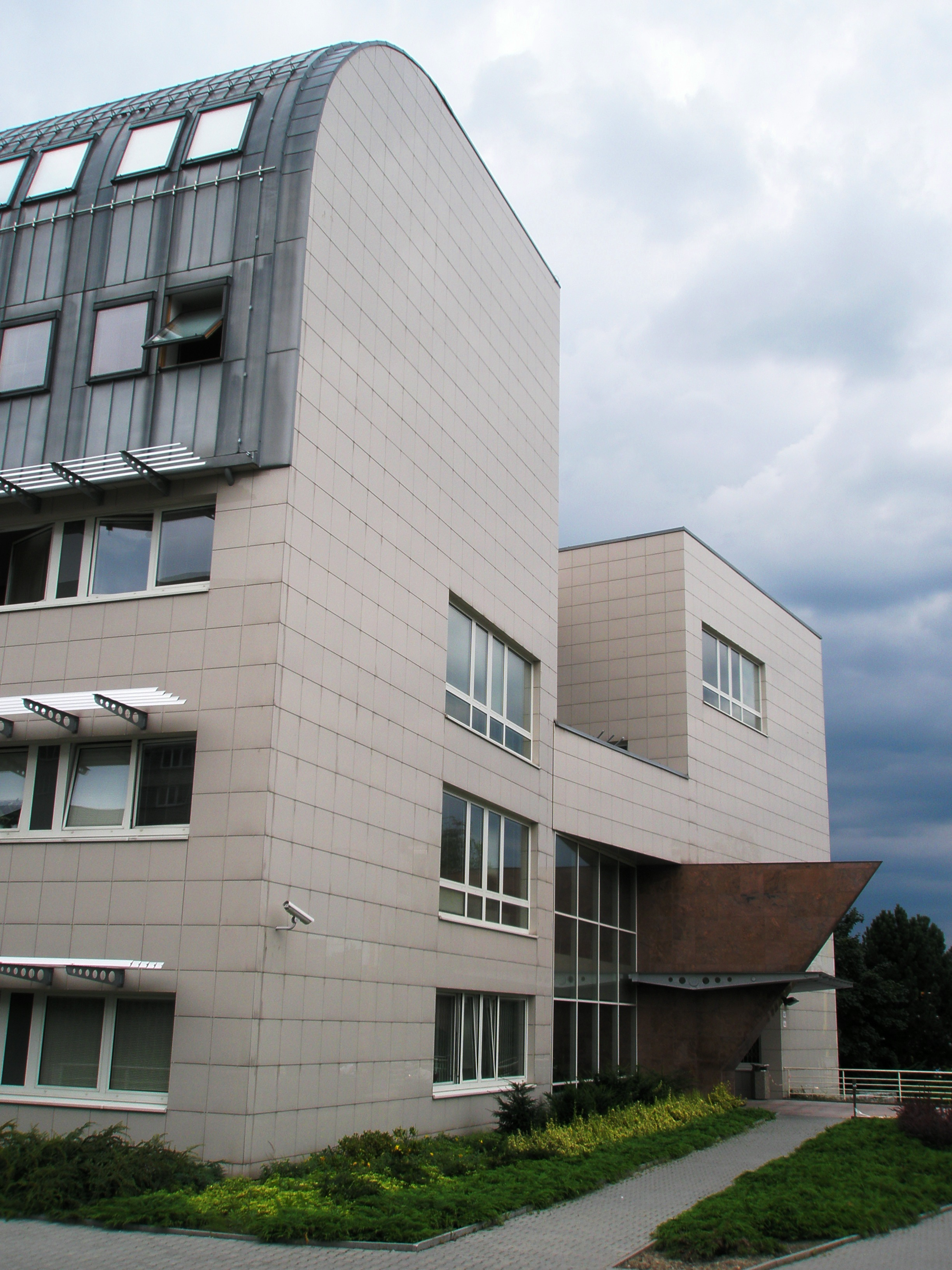
Budynek sądu
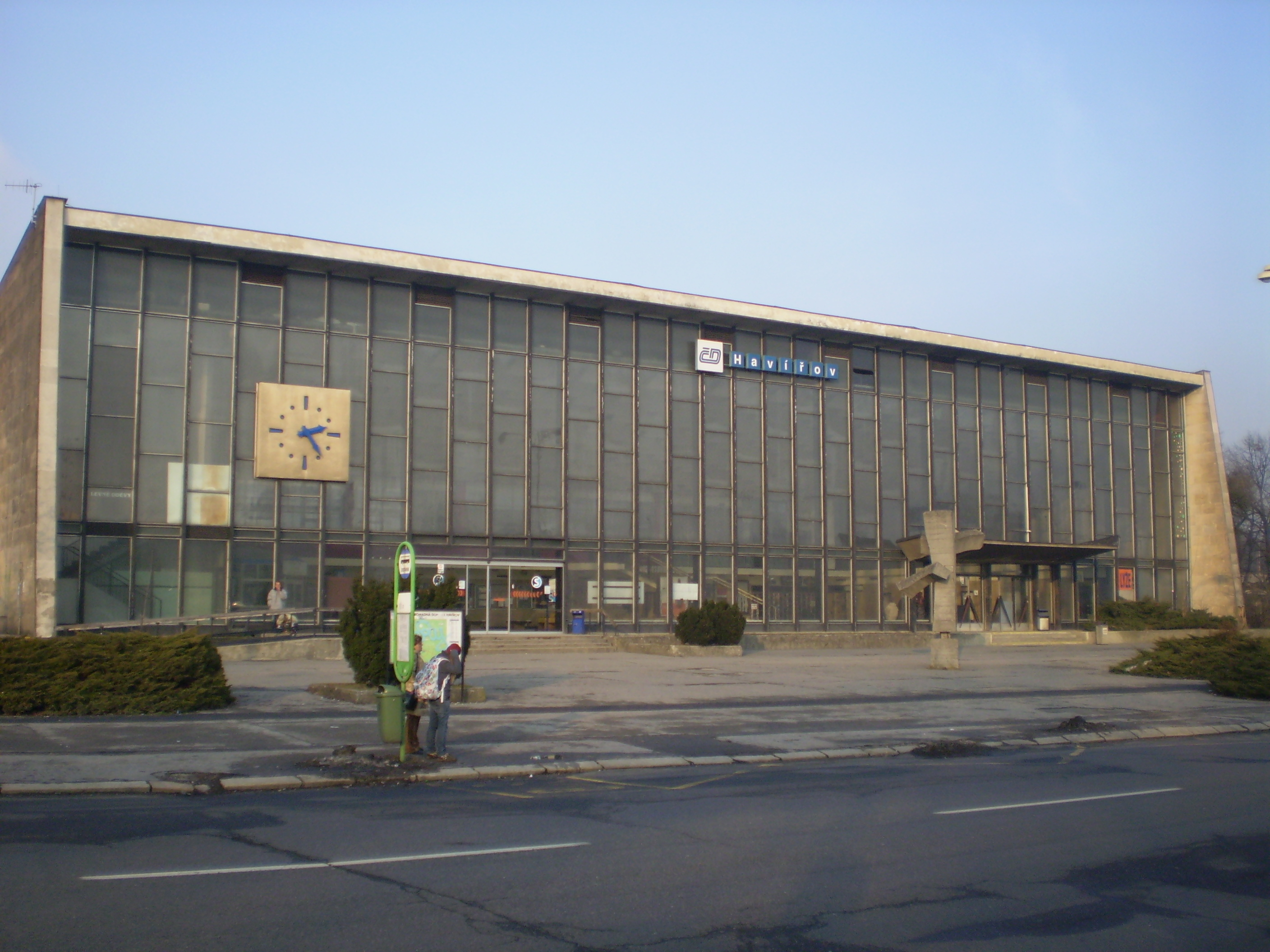
Stacja Kolejowa
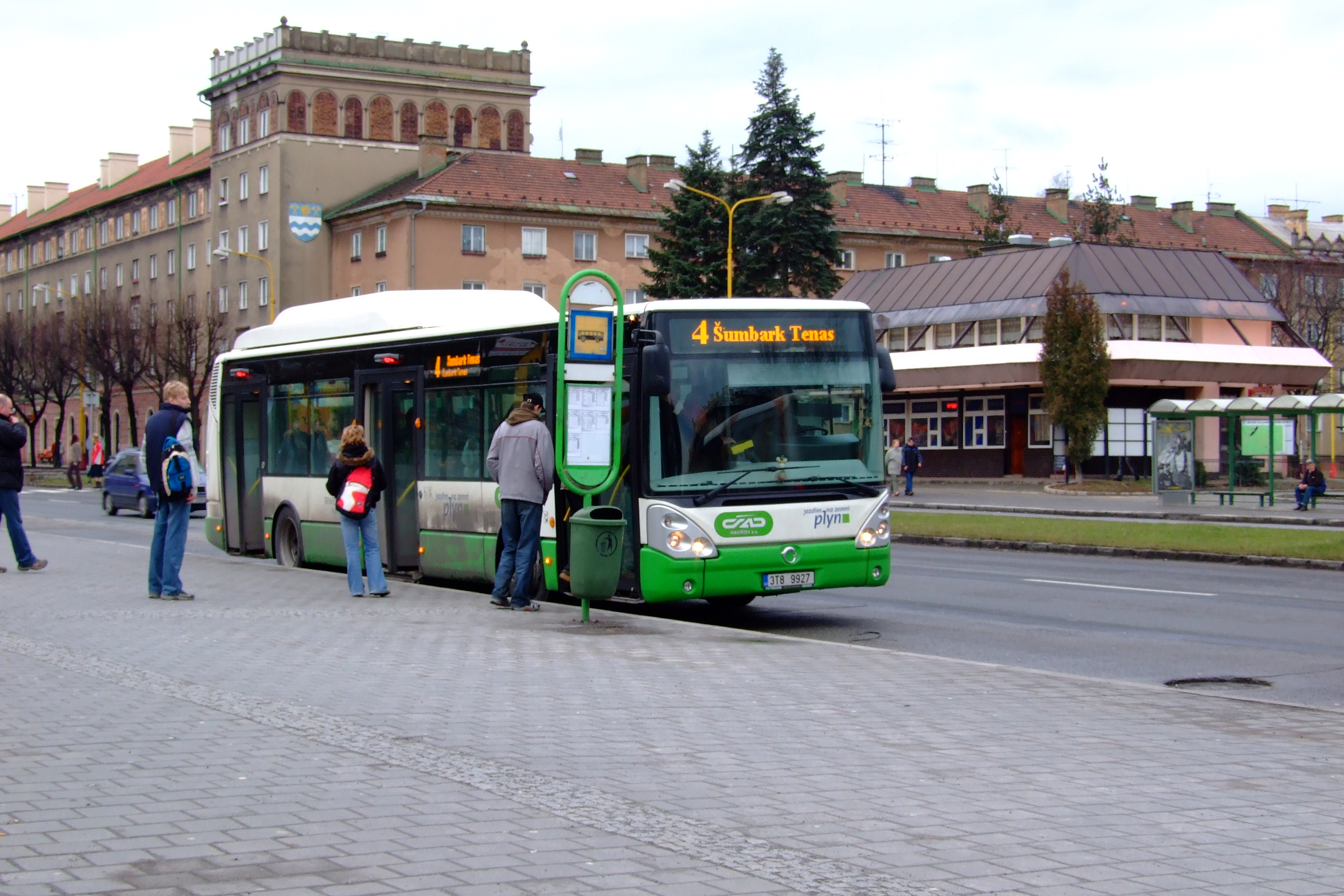
Komunikacja autobusowa